# Aureliana Alberici
Aureliana Alberici (Bologna, 16 settembre 1941) è una politica italiana.

## Biografia
Laureata con lode in Pedagogia all'Università di Bologna, è stata per anni docente universitaria presso l'Università degli Studi Roma Tre e poi dell'ateneo bolognese. Dal 1975 al 1983 ha ricoperto il ruolo di assessora alla Pubblica Istruzione al Comune di Bologna. È stata poi senatrice per il Partito Comunista Italiano dal 1987; viene nominata membro del governo ombra del PCI-PDS del 1989-1992 come "Ministro dell'istruzione". Viene poi confermata al Senato anche nel 1992 e nel 1994 con il PDS. Termina il proprio mandato parlamentare nel 1996. È la terza moglie del fondatore del PDS Achille Occhetto.